# Voar
Albums de Santamaria
Sem Limite Reflexus
Voar est le troisième album de Santamaria. il est sorti le 31 mai 2000.
Il se classe premier des ventes au Portugal pendant plus de deux mois. Le total des ventes atteint plus de cent vingt mille exemplaires.

## Liste des pistes
1. « Voar » (4:30)
2. « Quero tudo » (3:53)
3. « castelo na areia (funny game) » (3:54)
4. « Es um delirio » (5:02)
5. « Ver o que tu ves » (4:24)
6. « No teu universo » (5:13)
7. « Quando o amor chega » (4:31)
8. « Estou fora de mim » (4:13)
9. « Sempre iguais » (3:39)
10. « Renascer em ti » (4:18)
11. « Voar (remix) » (6:46)
12. « Voar (remix) » (5:59) feat Joshook
13. « Megamix » (7:01)